# Acanthiops marlieri
Acanthiops marlieri is een haft uit de familie Baetidae. De wetenschappelijke naam van de soort is voor het eerst geldig gepubliceerd in 1967 door Demoulin.
De soort komt voor in het Afrotropisch gebied.